# Приморское сельское поселение (Быковский район)
Приморское сельское поселение — муниципальное образование (сельское поселение) в Быковском муниципальном районе Волгоградской области. Административный центр — посёлок Приморск.

## География
Расположено в южной части Быковского района, на западе омывается Волгоградским водохранилищем.
Площадь сельского поселения составляет 27 344 гектар, из которых 24 368 га (по состоянию на 2008 год) приходится на сельхозугодья и 299 га занимает застройка (по состоянию на 2008 год).
Граничит:
- на юге — с Новоникольским сельским поселением;
- на востоке — с Демидовским сельским поселением;
- на севере — с Луговопролейским сельским поселением;
- на западе — с Дубовским районом[1].

## Население
| 2010  | 2012  | 2013  | 2014  | 2015  | 2016  | 2017  |
| ----- | ----- | ----- | ----- | ----- | ----- | ----- |
| 3159  | ↗3204 | ↘3195 | ↘3189 | ↘3186 | ↗3205 | ↘3128 |
| 2018  | 2019  | 2020  | 2021  |       |       |       |
| ↘3118 | ↘3073 | ↘3014 | ↗3081 |       |       |       |

## Состав сельского поселения
| № | Населённый пункт | Тип населённого пункта          | Население |
| - | ---------------- | ------------------------------- | --------- |
| 1 | Приморск         | посёлок, административный центр | ↗3081     |

## Администрация
Глава — Чижов Иван Иванович (c 11 октября 2009 года);

Телефон/факс: 8(84495) 3-32-46

Адрес администрации: 404070, Волгоградская область, Быковский район, п. Приморск, ул. Советская, 19.

e-mail: bykprimorsk@ya.ru

## Транспорт
Территорию сельского поселения пересекает в направлении север-юг автомобильная дорога регионального значения Р226.
Протяженность автодорог местного значения — 67 км.